# مسلسل W1A
W1A هو مسلسل كوميدي بريطاني يسخر من إدارة هيئة الإذاعة البريطانية (BBC). تم إنشاؤه بواسطة جون مورتون، وتم بثه لأول مرة على قناة BBC Two في 19 مارس 2014. يعد هذا المسلسل تكملة لمسلسل Twenty Twelve، الذي فاز بجائزة BAFTA، والذي أنتجته BBC حول دورة الألعاب الأولمبية الصيفية 2012 في لندن. يظهر المسلسل إعادة تقديم هيو بونفيل وجيسيكا هاينز في أدوار شخصياتهم من مسلسل Twenty Twelve، إلى جانب طاقم عمل جديد، مع استمرار دور ديفيد تينانت كراوي من المسلسل السابق.
بدأ الموسم الأول في 19 مارس 2014، وانتهى في 9 أبريل. أُعلن عن الموسم الثاني في وقت لاحق من عام 2014، وأُطلق في 23 أبريل 2015 مع حلقة خاصة مدتها ساعة. وفي أغسطس 2016، أعلنت مجلة راديو تايمز أن مسلسل W1A جُدد للموسم الثالث والأخير، الذي بدأ عرضه في 18 سبتمبر 2017.
تم تسمية المسلسل باسم الرمز البريدي لمقر هيئة الإذاعة البريطانية (BBC)، Broadcasting House، الذي هو W1A 1AA.

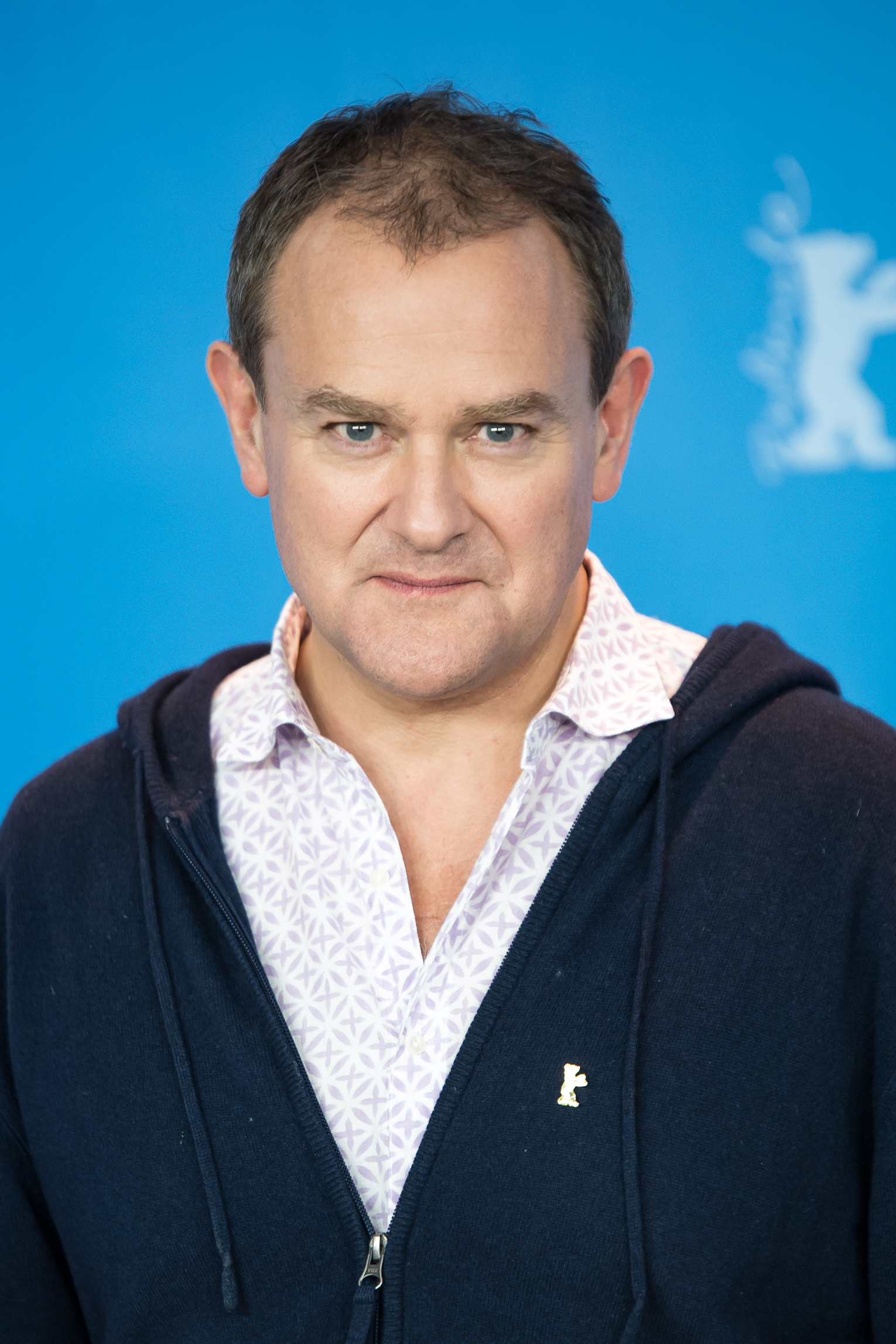
الممثل هيو بونفيل

## الحبكة
تدور أحداث المسلسل حول إيان فليتشر (الذي يلعب دوره هيو بونفيل)، الذي كان سابقًا رئيس لجنة الإنقاذ الأولمبي، والذي تم اختياره ليكون رئيس قسم القيم في هيئة الإذاعة البريطانية (BBC). تتمثل مهمته في توضيح، تعريف، أو إعادة تعريف الهدف الأساسي لـ BBC عبر جميع وظائفها، وتوجيهها بثقة نحو المستقبل. يتناول المسلسل الأحداث اليومية في الهيئة وكيفية تعامل الفريق مع هذه الأحداث. تشمل هذه الأحداث وصول الأمير تشارلز، والمشاكل المحيطة ببرنامج جديد بعنوان أشهى قرية في بريطانيا، فضلاً عن التدقيق الإعلامي في راتب إيان فليتشر، وقرار قطع فرقة BBC Big Swing Band (التي يتبين أنها محبوبة من الجميع)، بالإضافة إلى لاعب كرة قدم سابق في الدوري الإنجليزي الممتاز الذي يرتدي ملابس نسائية ويرغب في أن يصبح محللاً رياضيًا في التلفزيون رغم كونه سيئًا في ذلك.

شعار هيئة الإذاعة البريطانية (BBC)

## موسيقى الشارة
موسيقى الشارة هي Las Vegas من تأليف لوري جونسون، وهي معروفة أيضًا في المملكة المتحدة كموسيقى شارة برنامج Animal Magic. تم تأليفها في عام 1960 لصالح مكتبة الموسيقى KPM.

## الإنتاج
بدأ التصوير في يناير 2014. تم كتابة وإخراج المسلسل بواسطة جون مورتون، الذي عمل سابقًا في مسلسلات Twenty Twelve و People Like Us. المنتج هو بول شليزنجر، بينما المنتج التنفيذي هو جون بلاومان.